# 黄瀬川自動車学校
黄瀬川自動車学校（きせがわじどうしゃがっこう、Kisegwa Driving School）は静岡県沼津市にある株式会社黄瀬川自動車学校が運営する静岡県公安委員会指定の指定自動車教習所である。一般社団法人静岡県指定自動車教習所協会の会員。

## 取得可能な免許
第一種運転免許
- 普通自動車（MT・AT）
- 準中型自動車
- 中型自動車
- 大型自動二輪車（MT）
- 普通自動二輪車（MT・AT）
- 普通自動二輪車小型限定（MT・AT）

第二種運転免許
- 第二種普通自動車（MT・AT）

## 所在地
- 〒410-0022　静岡県沼津市大岡1122-1

## 交通アクセス
- 伊豆箱根バス沼06・沼07・三05・三07沼津 - 新道・旧道 - 三島線「東下石田」停留所から徒歩約3分。
- 東海バスN5～N8沼津 - 三島線、N12・N14～N16柿田線「東下石田」停留所から徒歩約3分。

## 沿革
- 昭和35年5月6日 - 有限会社黄瀬川自動車教習所を設立。指定前教習を開始。
- 昭和37年2月15日 - 静岡県公安委員会より指定自動車教習所の指定を受ける。
- 昭和56年5月1日 - 有限会社黄瀬川自動車学校に改称する。
- 平成元年10月31日 - 普通自動二輪車教習の指定を受け教習を開始する。
- 平成14年1月20日 - 株式会社黄瀬川自動車学校に改称する。
- 平成14年10月20日 - 大型自動二輪車教習の指定を受け教習を開始する。
- 平成16年11月15日 - 新校舎落成
- 平成17年7月1日 - 第二種普通自動車教習の指定を受け教習を開始する。